# Vardar
«Вардар»— річковий монітор типу «Сава» побудований для ВМС Австро-Угорщини як SMS Bosna, проте перейменований на SMS Temes (II) перед тим як стати до ладу. Впродовж Першої світової війни монітор був флагманом Дунайської флотилії, брав участь у сербській та румунській кампаніях. Кораблю повернули ім'я «Bosna» у травні 1917, після того, як перший SMS Temes, який підірвався на міні, був піднятий та повернутий на службу. Після Брестського миру прибув до Одеси для забезпечення виконання його умов. Після короткої служби у складі сил Угорської Радянської Республіки після завершення війни, корабель було передано новоствореному Королівству сербів, хорватів та словенців (пізніше Югославія), де його перейменували на «Вардар». Він залишався на службі протягом усього міжвоєнного періоду, хоча фінансові обмеження часом позначалися на боєздатності корабля.
У Другу світову війну під час очоленої Третім рейхом вторгнення у Югославію у квітні 1941 року, корабель був флагманом 1-го Дивізіону моніторів, і разом з іншим югославським монітором «Сава» виставив міни на Дунаї поблизу кордону з Румунією впродовж перших днів вторгнення. Кораблі відбили декілька атак німецької авіації, проте вимушені були відступити до Белграда. Там «Вардар» був затоплений екіпажем 11 квітня. Частина членів екіпажу загинула, коли підірваний міст упав на буксир, який перевозив їх після залишення монітора. Дехто з членів екіпажу намагався приєднатися до підрозділів флоту на узбережжі Адріатики, проте більшість здалася 14 квітня німецьким військам у Сараєві. Тих, кому вдалося досягти Которської затоки, полонили солдати італійського XVII корпусу 17 квітня.